# Giacomo Zoboli

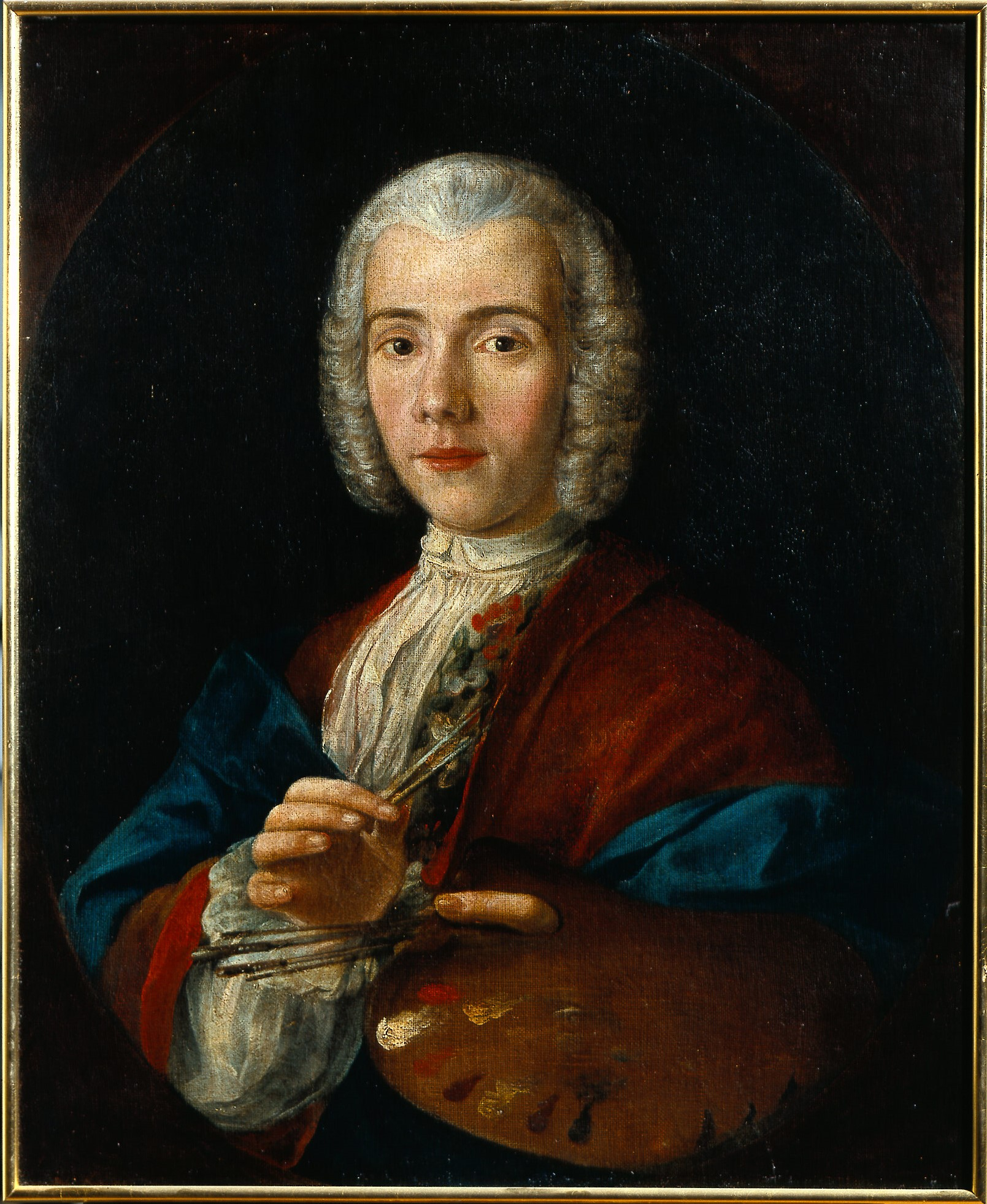
Giacomo Zoboli, Autoritratto in età giovanile, Museo civico di Modena

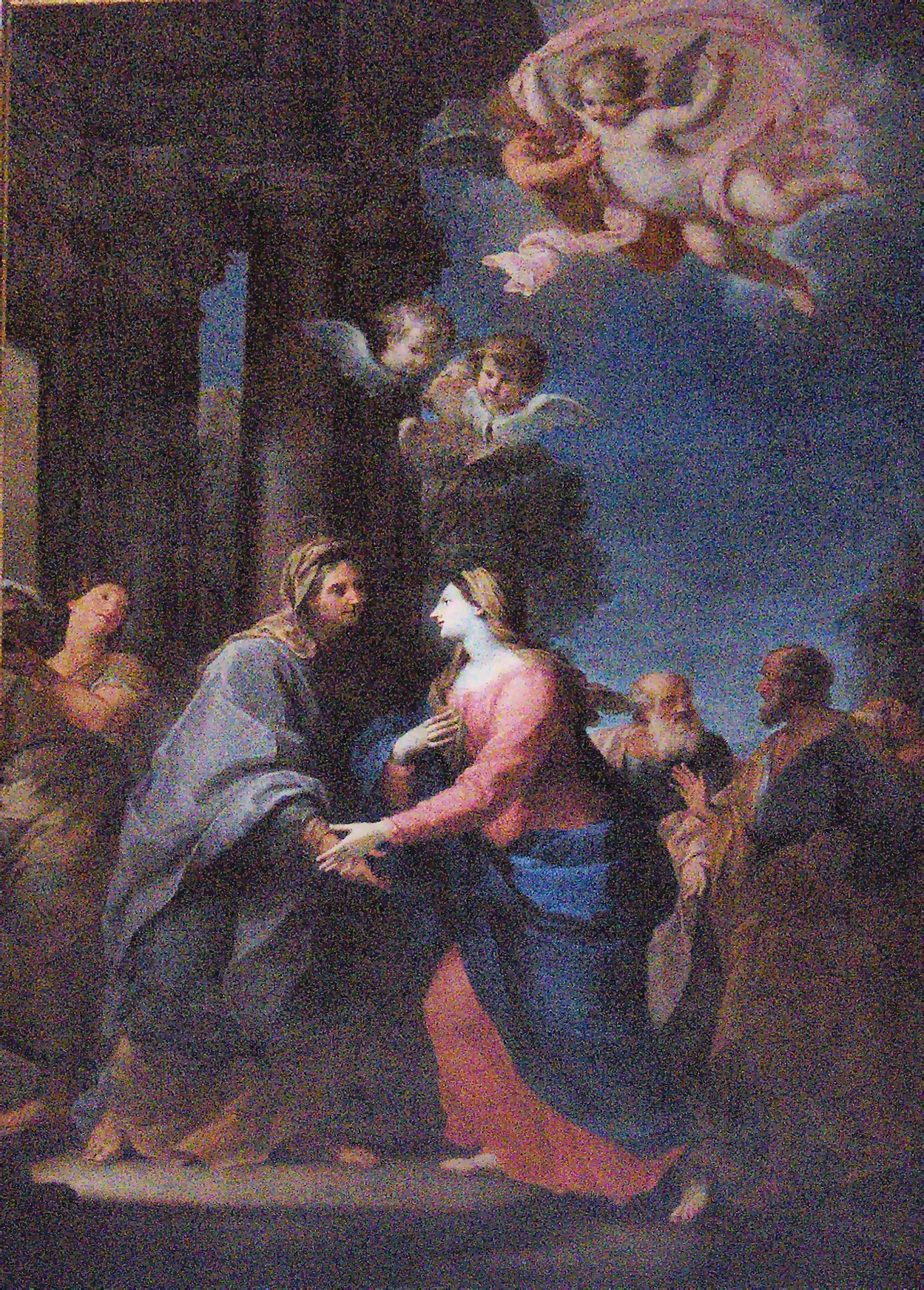
Incontro tra la Santa Vergine e Elisabetta, basilica di Sant'Eustachio

Giacomo Zoboli (Modena, 23 maggio 1681 – Roma, 22 febbraio 1767) è stato un pittore italiano.

## Biografia
Giacomo (o Jacopo), figlio di Giambattista e Lucrezia Panara, dopo un primo apprendistato a Modena con Francesco Stringa (1635-1709), passò a Bologna ed ebbe come maestro Giovan Gioseffo Dal Sole (1654-1719) dal 1701 al 1707. Rientrato a Modena lavorò agli affreschi di Palazzo Ducale dal 1707 al 1712, sotto la direzione prima di Stringa e poi, dopo la morte di questi, di Jacopino Consetti.
Si trasferì a Roma tra il 1712 e il 1713.
Divenne membro della Congregazione dei Virtuosi al Pantheon nel 1718 e poi dell'Accademia di San Luca il 2 settembre 1725, nel periodo in cui era principe dell'Accademia il pittore Giuseppe Bartolomeo Chiari. Fu insignito del titolo di "Accademico d'onore" dell'Accademia Clementina di Bologna. Fu amico e collaboratore di Sebastiano Conca, massimo esponente della scuola romana del Settecento. Dal 1718 al 1735 visse nel palazzo Petroni (oggi Palazzo Cenci-Bolognetti) in piazza del Gesù, residenza dell'ambasciatore a Roma del Ducato di Modena e Reggio, avendo come laboratorio dei locali nel Palazzo Venezia, ospitato dal cardinale Angelo Maria Querini (la sua presenza a Palazzo Venezia è documentata almeno dal 1727). Dal 1738 al 1760 visse e lavorò al secondo piano del Palazzo Farnese, grazie al cardinal Neri Maria Corsini, diplomatico pontificio e nipote di Papa Clemente XII. Poi si trasferì nel Palazzo Savelli Orsini in via Monte Savello nel territorio della allora parrocchia della Basilica di San Nicola in Carcere. Nell'agosto del 1718 entrò a far parte dell'Arciconfraternita delle Sacre Stimmate di San Francesco, che si riuniva nei locali annessi alla vicina Chiesa delle Santissime Stimmate di San Francesco, alla quale partecipò fino alla morte.
Nel 1724 dipinse la morte di Cesare per la nobile famiglia dei marchesi Rangoni di Modena. Per diversi studiosi questo dipinto è una delle prove dell'esistenza di un neoclassicismo ante litteram in ambito romano in particolare nell'Accademia di San Luca. Per Rudolph, Zoboli "dipinse opere che denotano un sorprendente anticipo del Neoclassicismo del secondo Settecento". Per altri autori, anche se non è provato che Zoboli sia un precursore del neoclassicismo, egli è stato comunque capace di interpretare gli ideali estetici di un'arcadia razionalista "opposta alle effusioni del Barocco"; per Vittorio Casale, Zoboli è certamente espressione di un "cosciente protoneoclassicismo"
Fu attivo prevalentemente a Roma sia per commissioni di tipo ecclesiastico che private, protetto dal cardinale Neri Maria Corsini sotto il Pontificato di Papa Clemente XII e dal cardinale Silvio Valenti Gonzaga durante il Pontificato di Papa Benedetto XIV. Nel 1727 dipinse l'Incontro tra la Santa vergine e Elisabetta per la Basilica di Sant'Eustachio a Roma. Due anni dopo, per la stessa basilica realizzò San Girolamo ascolta la tromba del giudizio universale, molto apprezzato dai contemporanei e che lo rese famoso anche fuori dalla Capitale. Oltre che a Roma, i suoi dipinti più significativi si trovano anche a Modena e a Brescia. In quest'ultima città il vescovo e cardinale Angelo Maria Querini lo incaricò nel 1732 di dipingere la pala dell'altare maggiore della cattedrale di Santa Maria Assunta, il duomo nuovo di Brescia allora in costruzione. Il grande successo ottenuto dalla pala dell'Assunta di questa chiesa, tra l'altro, induce nel 1742 i padri filippini della Pace di Brescia a commissionare allo Zoboli il dipinto più importante della loro chiesa, allora in costruzione: la commissione riguardava un dipinto dedicato a San Filippo Neri, il fondatore della Congregazione dell'Oratorio dei Padri Filippini. L'opera verrà completata a Roma nel 1745 e collocata nel secondo altare della navata destra della Chiesa di Santa Maria della Pace (Brescia). Nel 1745 dipinse il Trionfo della fede, per il Monastero della Santa Croce (Coimbra) in Portogallo. Nel 1748 realizzò L'Assunta per la chiesa di Santa Maria degli Angeli (Brescia) annessa al convento delle monache agostiniane di Brescia. Celebre è anche l'opera S. Francesco di Sales e la beata Giovanna Francesca Frémyot de Chantal nel Monastero della Visitazione a Madrid del 1754, commissionata dalla regina spagnola Maria Barbara di Braganza, moglie di Ferdinando VI di Spagna.
Nel 1742 la Reverenda Fabbrica della Basilica di San Pietro in Vaticano gli conferisce l'incarico di supervisore della realizzazione dei mosaici della Cappella della Madonna della Colonna che comprendeva il compito anche di preparare i disegni per i mosaici. Insieme a Giovanni Paolo Pannini nel 1747 compilò l'inventario della raccolta Sacchetti acquistata da papa Benedetto XIV per formare il nucleo iniziale della nascente Pinacoteca Capitolina su incarico del Segretario di Stato cardinale Silvio Valenti Gonzaga. Pannini e Zoboli, con una perizia di stima, valutarono la raccolta Sacchetti pari a 36.709 scudi..
Numerosi dipinti di Zoboli, pur citati in varie fonti documentali, risultano attualmente non identificabili o andati distrutti. Per quando riguarda le numerose commissioni estere, in diversi Stati europei, non sono individuabili la Natività di Gesù e Santa Caterina Fieschi commissionate dal re Giovanni V del Portogallo; il Beato Giovanni Regis gode la gloria del cielo (1716-1719), commissionato dal Principe Elettore Massimiliano II Emanuele di Baviera; il Trasporto dell'Arca con David che balla e il Giudizio di Salomone inviati a Londra; la Madonna con Bambino e altre figure inviato a Colonia; San Giovanni Nepomuceno con angeli inviato a Praga; e Pietà con le Marie inviato a Vienna. Risultano inoltre non reperibili una trentina di opere destinate a chiese e palazzi di Roma, secondo un dettagliato elenco pubblicato da Maria Barbara Guerrieri Borsoi.
In passato sono stati erroneamente attribuiti a Zoboli alcuni dipinti. In particolare: lo Sposalizio di Maria e la Presentazione al tempio nella chiesa dei Capuccini italiani a Coimbra e il Suicidio di Lucrezia nella Galleria nazionale di Dublino.
Per espressa volontà testamentaria, fu seppellito nella Chiesa delle Santissime Stimmate di San Francesco a Roma, anche se l'esatta ubicazione della sua tomba non è attualmente individuabile.

## Opere

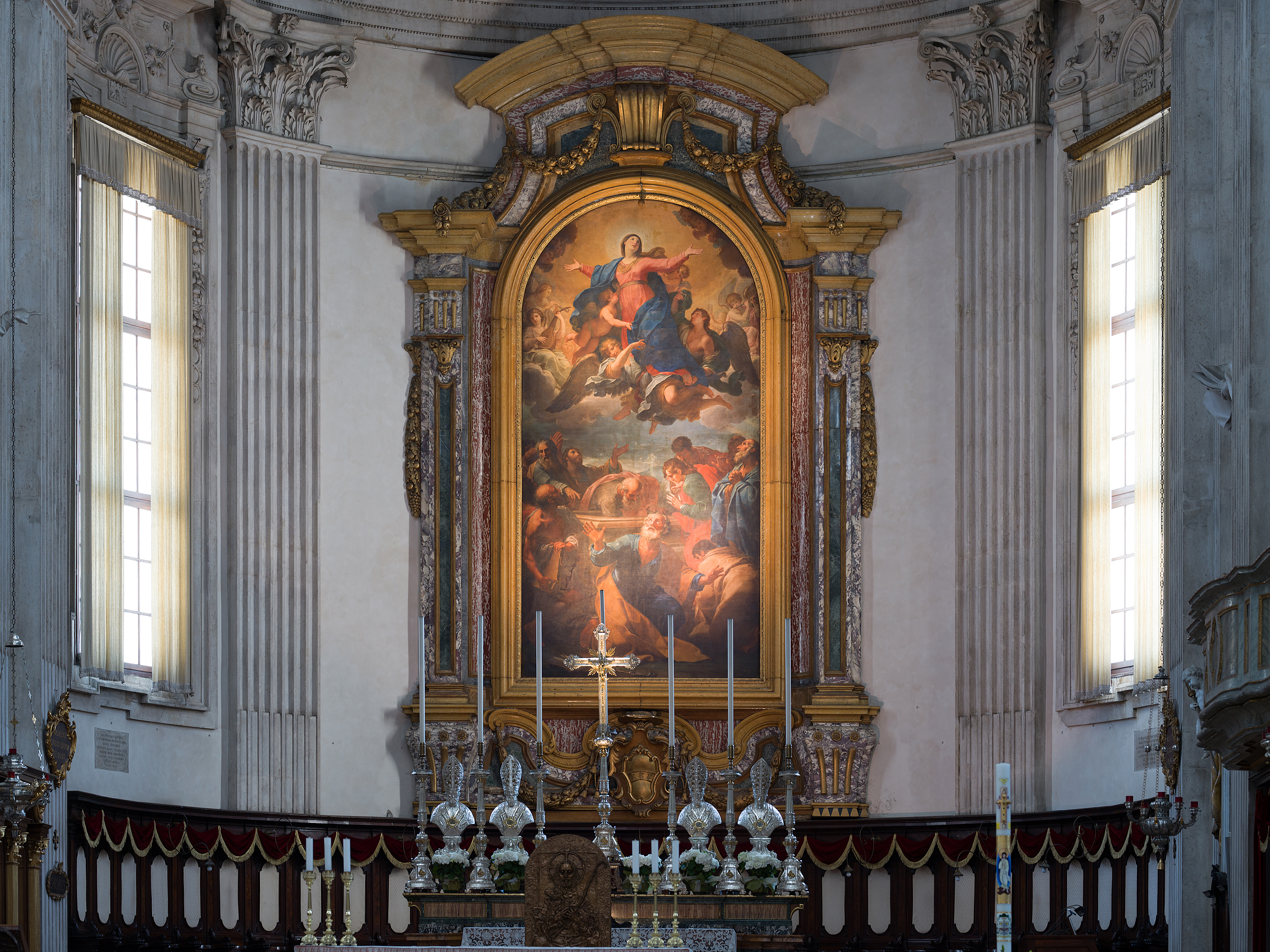
Altare maggiore con pala dell'Assunta di Giacomo Zoboli nel Duomo nuovo di Brescia

- Madonna col Bambino, san Geminiano e sant'Antonio abate, pala d'altare nella chiesa parrocchiale di Sant'Adriano III a Spilamberto (Modena), 1714[15]
- Morte di san Giovanni Francesco Regis, nei locali della sacrestia della chiesa del Gesù, Roma, 1720[16]
- Pala d'altare raffigurante Santa Francesca Romana nell'omonima cappella nella chiesa di Santa Maria in Trastevere a Roma, 1724[17]
- Comunione di Santa Francesca Romana, nei locali del monastero delle oblate di Santa Francesca Romana a Roma,[18]
- San Luigi Gonzaga tra gli appestati, cappella di S. Filippo Neri nella Basilica dei Santi Ambrogio e Carlo al Corso, Roma 1726
- La comunione di Stanislao Kotska, cappella di S. Filippo Neri nella Basilica dei Santi Ambrogio e Carlo al Corso, Roma 1726
- Storie di Stanislao Kotska, 12 dipinti ad acquerello nelle stanze di San Stanislao annesse alla Chiesa di Sant'Andrea al Quirinale, Roma 1726
- San Matteo impone il velo a Ifigenia (figlia del re etiope) e alle Vergini, chiesa di San Matteo, Pisa, 1735 circa
- Morte di Cesare, collezione Buitoni, Perugia, 1724
- Morte di Pompeo, collezione Buitoni, Perugia, 1731
- Incontro tra la santa Vergine e Elisabetta, nella basilica di Sant'Eustachio a Roma, 1727
- San Gerolamo ascolta la tromba del giudizio universale, nella basilica di Sant'Eustachio a Roma, 1729
- Martirio di san Giovanni Nepomuceno, collezione privata, Roma, 1730 circa[19].
- Salomone e la regina di Saba, Galleria di Palazzo Corsini alla Lungara, Roma, 1730 circa[20]
- Predica di san Vincenzo De' Paoli, Galleria di Palazzo Corsini alla Lungara, Roma, 1737
- Il martirio del beato Giovanni da Prado, Galleria di Palazzo Barberini, Roma
- San Luigi Gonzaga aiuta un ammalato con Madonna e Bambino, san Domenico, sant'Ambrogio e santa Caterina da Siena, collezione privata, Roma
- Martirio di ant'Eleuterio, primo altare a destra della chiesa di San Giovanni della Pigna, Roma, 1738
- Visione di sant'Andrea Corsini di fronte alla Vergine nell'altare sinistro della chiesa di Gesù Bambino all'Esquilino, Roma, 1738
- Ritratto del cardinale Angelo Maria Querini, ovale su lapide, colonna destra dell'arco trionfale nella Basilica di Santa Prassede, Roma, 1747
- Sacra Famiglia, pala d'altare della Cappella di San Giuseppe, basilica di Sant'Apollinare, Roma, 1748
- Cartoni dei mosaici della Cappella della Madonna della Colonna, nella basilica di San Pietro in Vaticano, 1742-1748
- Madonna con Bambino e santi, chiesa di San Giovanni Evangelista, Tivoli
- Madonna con Bambino e santi Pietro e Paolo, Chiesa di San Paolo Apostolo, Genazzano (Roma)
- Sant'Antonio abate tentato dai demoni messi in fuga da san Michele, chiesa della Sacra Famiglia a Sezze (Latina)[21]
- Maria riceve l'annuncio dell'Angelo, nella seconda cappella a sinistra della Chiesa dei Santi Pietro e Cesareo, Guardea (Terni)
- Madonna con Bambino e due santi (San Francesco di Sales e San Giorgio), Chiesa di Santa Maria della Pietà, Prato
- San Michele Arcangelo, al secondo altare a destra nella chiesa di Sant'Agostino (Modena), Modena, 1734[15] (nella collocazione attuale dal 1774, dipinto in origine per l'altare maggiore della allora chiesa di San Michele, oggi dedicata a San Giovanni Battista[22])
- I quattro miracoli di san Vincenzo Ferreri, nella cappella di San Domenico nel transetto destro della chiesa di San Domenico (Modena), Modena, 1736
- Assunta e apostoli, pala dell'altare maggiore del duomo nuovo di Brescia, 1733[23]
- San Filippo Neri genuflesso davanti alla Madonna, chiesa di Santa Maria della Pace, Brescia, 1745
- Assunta, pala d'altare della chiesa di S. Maria Assunta in località  Chiesanuova a Brescia, 1748 (a Chiesanuova dal 1803, in precedenza all'altare maggiore della Chiesa di Santa Maria degli Angeli (Brescia) annessa al convento delle monache agostiniane)[24]
- Ritratto del cardinale Angelo Maria Querini, Sala Capitolare del duomo nuovo di Brescia, Brescia, 1727
- Lapidazione di santo Stefano nel Duomo di Santo Stefano (Bracciano), Bracciano (Roma)
- Battesimo di Gesù Cristo nel Duomo di Santo Stefano (Bracciano), Bracciano (Roma)[25]
- Estasi di santa Chiara da Montefalco nella Chiesa di Santa Maria Novella (Bracciano), Bracciano (Roma)
- La Madonna porge a san Felice da Cantalice il Bambino Gesù con santa Firmina nella chiesa di San Felice da Cantalice, Civitavecchia (Roma), 1728-29
- Trionfo della fede, sacrestia del Monastero della Santa Croce (Coimbra) in Portogallo, 1745
- S. Francesco di Sales e la beata Giovanna Francesca Frémyot de Chantal, Monastero della Visitazione a Madrid, 1754[11]
- Immacolata Concezione, nella chiesa di Sant'Antonio in Campo Marzio, Roma, 1756[26]
- Ester e Assuero, olio su tela (83x102 cm), collezione privata
- Episodi di storia romana
- San Girolamo in meditazione, Galleria Bper, Modena
- Salomè con la testa di san Giovanni Battista, Galleria Estense, Modena, 1708-1712
- Giuditta con la testa di Oloferne, Galleria Estense, Modena, 1708-1712
- Autoritratto in età giovanile, Museo Civico, Modena
- San Pietro piangente, Museo Civico, Modena
- Il trionfo della Fede, Museo Civico, Modena
- La Madonna col Bambino in trono e san Filippo Neri, Museo Civico, Modena
- L'immacolata Concezione, Museo Civico, Modena
- Autoritratto in età adulta, Galleria Estense del Palazzo Ducale di Sassuolo (Modena), 1730-1739 circa
- L'Indemoniata, ovato, nei locali della sacrestia della chiesa di San Pietro Martire a Formigine (Modena)
- David joue de la harpe devant le roi Saül
- Numerosi disegni e schizzi tra il British Museum di Londra, il Fitzwilliam Museum di Cambridge, il Metropolitan Museum e Morgan Library & Museum di New York, il Museo del Barocco Romano di Palazzo Chigi ad Ariccia
- Presentazione di Gesù al tempio, Chiesa di Nostra Signora della Porziuncola, Lisbona (attribuzione incerta)
- Sposalizio della Vergine, Chiesa di Nostra Signora della Porziuncola, Lisbona (attribuzione incerta)